# ایگور سویتانوویچ
ایگور سویتانوویچ (کرواتی: Igor Cvitanović؛ زادهٔ ۱ نوامبر ۱۹۷۰) یک بازیکن فوتبال اهل کرواسی است.
از باشگاه‌هایی که در آن بازی کرده‌است، می‌توان به دینامو زاگرب، شیمیزو اس-پالس، و رئال سوسیداد اشاره کرد.
وی همچنین در تیم ملی فوتبال کرواسی بازی کرده‌است.